# Tadeusz Ślusarski
Tadeusz Ślusarski (Żary, 19 maggio 1950 – Przybiernów, 17 agosto 1998) è stato un astista polacco, medaglia d'oro alle Olimpiadi di Montreal del 1976 e medaglia d'argento alle Olimpiadi di Mosca del 1980.

## Biografia
Insieme al compagno di squadra ed avversario Władysław Kozakiewicz è considerato il più grande saltatore con l'asta polacco di tutti i tempi.
Nell'agosto del 1998, a 48 anni, perse la vita in un incidente stradale causato da un automobilista che si era addormentato alla guida, mentre viaggiava insieme a Władysław Komar, medaglia d'oro nel getto del peso alle Olimpiadi di Monaco di Baviera 1972, nei pressi della cittadina di Ostromice in Polonia.